# Netta Skog
Netta Skog (ur. 1990 w Nummi-Pusula) – fiński muzyk folk/viking metalowy. W 2006 wygrała konkurs "Golden Accordion", zdobywając tytuł najlepszego akordeonisty w Finlandii. Od 2007 towarzyszyła grupie Turisas podczas tras koncertowych, by w 2008 stać się pełnoprawnym członkiem zespołu. Odeszła z niego w 2011 z niemożności połączenia częstych wyjazdów z nauką na studiach.
Od 2015 roku jako muzyk koncertowy współpracowała z zespołem Ensiferum. Rok później została oficjalną członkinią tejże formacji. 21 grudnia 2017 Ensiferum powiadomili o odejściu Netty z zespołu.

## Dyskografia
- Turisas - A Finnish Summer With Turisas (2008)[5]
- Turisas - Stand Up and Fight (2011)[6]
- Ensiferum - One Man Army (2015, sesyjnie)[7]
- Ensiferum - Two Paths (2017)